# Taxman
«Taxman» (с англ. — «Сборщик налогов», «Налоговый инспектор») — песня английской рок-группы «The Beatles», написанная Джорджем Харрисоном при участии Джона Леннона. Это одна из первых песен «The Beatles» с яркой социальной направленностью, политическая сатира. Джордж Харрисон обратил внимание на прогрессивный налог, который была вынуждена выплачивать группа. Карикатурный налоговый инспектор под конец своей исповеди заключает: «Ты работаешь не на себя, а на меня» (англ. And you’re working for no-one but me).

## История создания
Эта ироническая песня об инспекторе налоговой службы («taxman» — сборщик налогов, мытарь) написана Джорджем Харрисоном и исполнена «The Beatles» в 1966 году в период неимоверно высоких ставок на налог с доходов, введённых в Великобритании в 1960-е годы. Если верить словам в песне Джорджа, то эта налоговая ставка доходила до 95 %. В сочинении стихов к песне также принял участие Джон Леннон. Джону принадлежит строчка, где упомянуты премьер-министр Великобритании (1964 — 1970) Гарольд Уилсон и лидер оппозиции Эдвард Хит (бывший в те годы лидер парламентской оппозиции, а позднее (1970—1974) ставший премьер-министром Великобритании)— впервые кто-либо из живущих людей упоминался в песне «The Beatles». Об идее к созданию песни, Харрисон рассказал в одном из частных интервью:

«Записывать альбом »Revolver" мы начали в апреле 1966 года. В него вошла песня «Taxman». Я задумался о том, что приходится отдавать сборщику налогов слишком много денег. Начиная наконец-то зарабатывать деньги, ты радуешься, а потом узнаешь, что существуют ещё и налоги. В те времена мы платили девятнадцать шиллингов и шесть пенсов с каждого фунта (в фунте двадцать шиллингов), а с налогами на сверх прибыль, добавочными налогами и налогами на налоги доходило просто до абсурда: ты словно платил крупный штраф за то, что зарабатываешь деньги. Великобритания отбивала охоту зарабатывать деньги. Все, кто их зарабатывал, перебирались в Америку или куда-нибудь ещё". 
В интервью 1980 года журналу «Плейбой» Джон Леннон рассказывал:

«Я помню тот день, когда он (Харрисон) зашёл и попросил помочь ему с „Taxman“. Это одна из его лучших песен. Я подкинул ему несколько строчек — этого он и просил. Он пришёл ко мне, а не к Полу, потому что Пол не стал бы помогать. Мне не хотелось делать этого. Мало, что ли, у меня своих забот — с моими песнями и с половскими? Но я любил Джорджа и не хотел его обижать, и поэтому, когда он пришёл ко мне в тот день и сказал: „Поможешь мне с этой песней?“, я прикусил язык и сказал: „Ладно“. Я пожалел его, до этого всё время были Джон и Пол, а ему не было места, потому что раньше он мало писал сам. Как певцу, мы давали ему первый трек в каждом альбоме. Вы в этом легко убедитесь, прослушав первые альбомы „the Beatles“ в английских вариантах».

## Участники группы о песне «Taxman» и налогах
Джон Леннон: 
«Taxman» — песня против истеблишмента и налогов, в которой есть такие слова: «Если ты пойдёшь по улице, налогом обложат твои ступни». Её написал Джордж, а я помогал ему. В то время мы ещё не знали всех тонкостей, связанных с налогами. Я до сих пор не до конца разобрался в том, что творится с налогами. Мы считали, что, если мы заработали деньги, мы вправе оставить их себе — ведь мы живём не в общине, не в коммунистическом и не в христианском обществе. Но пока нам приходится это делать, я буду протестовать против необходимости платить правительству то, что я вынужден платить ему».
Пол Маккартни: 
«Песню «Taxman» Джордж написал сам. На деловых встречах адвокаты и бухгалтеры объясняли нам, что к чему. Мы были донельзя наивны, о чём свидетельствуют любые наши сделки. Джордж заявлял: «А я не хочу платить налоги». А ему отвечали: «Придётся, как и всем остальным. И чем больше ты заработаешь, тем больше у тебя отберут». И Джордж возмущался: «Но это же несправедливо!» Ему говорили: «Это ещё что! Даже после смерти ты будешь платить налоги». — «Какие ещё налоги?» – «Налоги на наследство». Так у него родилась отличная строчка: «Декларируйте медяки у вас на глазах». Ею Джордж выразил справедливое возмущение всем происходящим, когда он зарабатывал деньги, а у него силой отнимали половину».
Ринго Старр: 
«Ситуация с налогами раздражала нас. Мы придумали совершенно безумный план, согласно которому должны были заплатить одному парню, чтобы он жил на Багамах и хранил бы наши деньги там, где их не будут облагать налогами. В конце концов нам пришлось вернуть все деньги обратно, заплатить налоги, да ещё и заплатить этому парню. С таким же успехом мы могли вообще ничего не предпринимать. Тот план разработал кто-то вместе с Брайном, и мы купились на него».

## Запись и выпуск песни

Рекламный постер американской версии песни «Taxman»

Запись песни была начата 20 апреля 1966 года, «The Beatles» подготовили четыре дубля (ритм-трека без вокала), только два из которых были записаны от начала до конца. На следующий день в иной аранжировке было сделано ещё 11 дублей. В альбоме «Anthology 2» звучит одиннадцатый дубль песни, в котором звучит вставка-скороговорка «Anybody got a bit of money?» (с англ. — «У кого-нибудь есть немного денег?»), в окончательном варианте замененная на «Mr Wilson, Mr Heath». Это наложение и коубелл Ринго было сделано 22 апреля, а 16 мая Пол записал партию соло-гитары в середине и в конце песни. Джордж особенно был доволен этим соло, сделанным в манере индийской музыки.
«Taxman» вошла в репертуар концертного турне Джорджа Харрисона по Японии в 1991 году с Эриком Клэптоном. Тогда Харрисон заявил: 
«Это песня, которая будет популярна вне зависимости от времени, будь это — шестидесятые, семидесятые, восьмидесятые или девяностые. Всегда будет сборщик налогов». 
Джордж включил в песню строчку: «If you’re overweight, I’ll tax your fat» (с англ. — «Если ты много весишь, я обложу налогом твой жир»).
В США радио-диджеи и телевизионные репортёры ежегодно транслируют песню к 15 апреля (или спустя один-три дня после 15-го, к уикэндам и выходным), ко дню возвращения подоходного налога в Америке.
В 2002 году в рекламном ролике «H&R», транслировавшемся во время «Суперкубка», была использована песня группы «The Beatles» «Taxman», а последние два года в рекламном ролике компании использовалась песня Вилли Нильсона, у которого были проблемы с внутренней налоговой службой США.

## В записи участвовали
- Джордж Харрисон — вокал, ритм-гитара
- Джон Леннон — гармонический вокал
- Пол Маккартни — бас, лид-гитара, гармонический вокал
- Ринго Старр — барабаны
- Джордж Мартин — продюсер
- Джефф Эмерик — инженер

## Кавер-версии
Песня неоднократно перепевалась многими исполнителями, к примеру:
- группой «Chilly» в альбоме 1980 года «Showbiz»
- группой «Tom Petty and the Heartbreakers» в трибьют-альбоме 2002 года — «Concert For George»
- группой «The Music Machine»
- группой «Beatallica» (пародия на песню — «Sandman», на которую позже была также записана песня «Enter Sandman» группы «Metallica»)
- музыкальным трио «Nickel Creek»
- группой «Black Oak Arkansas»
- группой «Бензольные мертвецы»
- Джуниором Паркером
- Биллом Уаймэном
- Стиви Рэй Воном
- «Странный Эл» Янкович (пародия на песню — «Pac-Man», музыкальная заставка к популярной компьютерной игре — «Pac-Man»)
- Гаррисон Старр
- Лэс Фрадкин
- Никель Крик